# Anno 1404
Anno 1404, còn gọi là Dawn of Discovery ở Bắc Mỹ, là một game mô phỏng kinh tế và xây dựng thành phố với các yếu tố chiến lược thời gian thực, một phần của dòng game Anno. Game dưới sự phát triển của Related Designs, Blue Byte sản xuất và Ubisoft phát hành vào năm 2009. Anno 1404 là phần tiếp theo của Anno 1701 và sau là phần tiếp theo nhuốm màu sắc tương lai Anno 2070. Mặc dù trò chơi tập trung vào một loạt các sự kiện hư cấu, khái niệm chung về cốt truyện dựa trên các khía cạnh đời thực của lịch sử thời Trung Cổ và Phục Hưng như Thập tự chinh, những tiến bộ trong kiến trúc gothic, xây dựng các thánh đường và thương mại Hanse liên quan đến sự trỗi dậy của các thương nhân quý tộc (Patrician) và các hình thức đầu tiên của Chủ nghĩa tư bản.
Một bản mở rộng, mang tên Anno 1404: Venice, bổ sung mục chơi mạng và nhiều tính năng khác, đã được phát hành vào ngày 26 tháng 2 năm 2010.

## Lối chơi
Cũng như các bản Anno khác, người chơi, theo ý muốn của quốc gia gốc không tên của họ tạo ra và quản lý sự sợ hãi của họ sang một bên AI của máy. Người chơi phải xâm chiếm các đảo, lên kế hoạch định cư, thiết lập các nhà máy và trang trại để đáp ứng nhu cầu của công dân, tham gia các mối quan hệ ngoại giao với phe của AI và tham gia chiến đấu trên biển và trên mặt đất với những người khác.
Một trong những trọng tâm chính của trò chơi nằm trong "thiết chế xây dựng thành phố" tập trung vào việc xây dựng các di tích, cụ thể là một nhà thờ Gothic và một nhà thờ Hồi giáo Ả Rập. Các giai đoạn xây dựng của các di tích này phụ thuộc vào các điều kiện tiên quyết nhất định phải được đáp ứng để tiếp tục xây dựng. Người chơi cũng cần dự trữ vật liệu xây dựng để bắt đầu một dự án như vậy. Quá trình xây dựng nhà thờ rất giống với lâu đài/cung điện (và Đền Rồng châu Á) được hiển thị trong tiền thân của 1404, Anno 1701.
Thương mại là một yếu tố thiết yếu của sự tiến bộ về phía trước. Cư dân phương Tây không thể phát triển vượt qua một mức độ thành công nhất định nếu không có Gia vị và sau đó là Thạch anh, chỉ có thể được tạo ra ở các vùng đất phương Đông. Mặc dù dân số tạo ra thu nhập chịu thuế, rất khó để tạo ra đủ vàng để đầu tư vốn có ý nghĩa mà không cần giao dịch rộng rãi. Điều này được đơn giản hóa bằng một quy trình giao dịch tự động cho phép một hòn đảo có thể cung cấp tài nguyên cho các tàu buôn.
Khi người chơi tiến bộ dần trong game, họ có quyền tiếp cận tàu thuyền và lực lượng hải quân cho phép họ xâm chiếm và cuối cùng để đánh bại những người chơi khác. Anno 1404 có giao diện được cập nhật, các đảo và thế giới lớn hơn để khám phá, chế độ sandbox và các tính năng khác mới cho dòng Anno.

## Cốt truyện
Phần chơi chiến dịch bắt đầu khi người chơi được gửi đến quản lý một thái ấp được Hoàng đế ban tặng cho anh ta, ở phương Tây. Hoàng đế không được khỏe và Lord Richard Northburgh, anh em họ và thủ quỹ của Hoàng đế, đang xây dựng một Nhà thờ chính tòa tráng lệ để cầu nguyện cho sức khỏe của Hoàng đế. Trong khi đó, Đức Hồng Y Lucius đang chuẩn bị cho một cuộc Thập tự chinh chống lại người Saracen của phương Đông, được sự hỗ trợ bởi Guy Forcas.
Trong một vài chương đầu của chiến dịch, người chơi tìm hiểu những điều cơ bản về chơi trò chơi và kinh tế bằng cách hỗ trợ Northburgh và Forcas thực hiện các nhiệm vụ cung cấp và xây dựng, cũng như gặp gỡ một số nhân vật chính khác.
Khi các tàu Thập tự quân rời bến cảng, Northburgh bắt đầu khám phá ra manh mối của một âm mưu bí ẩn. Anh ta và người chơi đi đến phương Đông và kết bạn với Đại Vizia của Sultan, Al Zahir, người giúp người chơi đánh bại một nhóm Cướp biển và phá vỡ một kế hoạch buôn bán trẻ em. Cốt truyện dày lên khi các manh mối tiếp tục tiết lộ rằng một nhân vật chính có liên quan đến một âm mưu độc ác nhằm lật đổ chính Hoàng đế. Bởi vì anh ta đến quá gần với sự thật, Lord Northburgh bị bắt và người chơi có nhiệm vụ làm sáng tỏ bí ẩn.
Trong nhiều chương tiếp theo, người chơi phải chiến thắng các đồng minh mới, thuyết phục các nhà lãnh đạo của Thập tự quân rằng họ đang bị thao túng dưới sự giả vờ sai lầm, và sống sót trong hoàn cảnh tàn khốc để đánh bại kẻ ác và khôi phục Hoàng đế về đúng vị trí của mình.
Chiến dịch được chia thành tám chương và mỗi chương có thể trải qua 3 mức khó khác nhau: dễ, trung bình và khó. Ngoài các yếu tố cốt truyện, chiến dịch đóng vai trò là một hướng dẫn để chuẩn bị cho người chơi các kịch bản khắt khe hơn và các phần chơi liên tục.
Tất cả các nhân vật chính gặp phải trong chiến dịch cũng gặp phải trong chế độ kịch bản và có thể được chọn làm đối thủ máy tính trong các trò chơi liên tục, mặc dù hành động của các nhân vật trong chiến dịch không liên quan đến hành động của họ trong các chế độ này ngoài việc có tính cách tương tự. Lord Northburgh và Al Zahir đóng vai trò là cố vấn và đối tác thương mại trong các chế độ khác, giống như họ làm trong chiến dịch.

## Phát triển

### Quản lý bản quyền kỹ thuật số
Trò chơi có hệ thống quản lý bản quyền kỹ thuật số (DRM) nghiêm ngặt dựa trên Tagès. Nó buộc người dùng kích hoạt trò chơi của họ trực tuyến một lần bằng cách gửi mã kích hoạt sau mỗi lần cài đặt trên một máy tính khác hoặc thay đổi phần cứng đáng kể. Việc kích hoạt có thể được thực hiện trên bất kỳ PC nào có kết nối Internet. Nó chỉ có thể được kích hoạt ba lần theo mặc định và không giống như nhiều hệ thống DRM khác, nó không hỗ trợ thu hồi giấy phép đã sử dụng. Giấy phép khác có thể được yêu cầu miễn phí bằng cách liên hệ với Ubisoft.
Bảo vệ bản sao đã được gỡ bỏ hoàn toàn với bản vá v1.1 cho phiên bản DVD. Phiên bản tải xuống kỹ thuật số giữ lại bảo vệ bản sao.

### Bản vá lỗi
Phiên bản 1.0 của trò chơi đã được phát hành với một số lỗi trong đó và mặc dù bản vá 1.1 đã giải quyết một số lỗi (và loại bỏ bảo vệ bản sao), một bản vá mới đã được phát hành cùng với việc phát hành phần bổ sung 'Venice' (phiên bản gốc 2.0), cập nhật game cơ bản lên 1.2. Vào ngày 25 tháng 11 năm 2010, một bản vá thứ ba đã được phát hành để giải quyết (trong số những thứ khác) một lỗi lưu game nghiêm trọng, vá game cơ bản lên phiên bản 1.3 và bản mở rộng 'Venice' lên phiên bản 2.1. Phiên bản 'Vàng' của trò chơi bao gồm cả bản game gốc và bản mở rộng 'Venice' cũng đã được vá vào tháng 11 năm 2010 thành phiên bản 3.1, kết hợp tất cả các thay đổi của bản vá phiên bản 1.3 của trò chơi cơ bản và phiên bản 2.1 của 'Venice'.
Ubisoft chưa bao giờ phát hành bản vá Bắc Mỹ cho bản vá phiên bản 1.3 cuối cùng cho trò chơi cơ bản và bản vá phiên bản 2.1 cho Dawn of Discovery: Venice. Tuy nhiên, phiên bản Bắc Mỹ có thể được vá thủ công cho phiên bản 1.3 và phiên bản 2.1 bằng cách tải xuống các tập tin vá lỗi châu Âu đã giải nén.
Một bản vá không chính thức do người dùng tạo (phiên bản 1.10 kể từ tháng 2 năm 2013) đã được cung cấp vào tháng 9 năm 2011. Bản vá giải quyết các vấn đề với các nhiệm vụ bị hỏng, sửa lỗi chính tả và ngữ pháp, thêm bản địa hóa tiếng Anh thích hợp, thêm bản dịch tiếng Anh cho hơn 1.000 nhiệm vụ chỉ có văn bản mô tả trong phiên bản tiếng Đức và khắc phục vô số vấn đề khác. Bản vá được tạo theo cách mà trò chơi sẽ không nhận diện mod và do đó hoàn toàn cho phép mở khóa thành tích. Bản vá có thể được cài đặt và gỡ cài đặt theo ý muốn vì nó không ảnh hưởng đến các save game đã lưu.

## Đón nhận
Anno 1404 nhận được "đánh giá chung có lợi" theo trang web tổng hợp kết quả đánh giá Metacritic. IGN chấm cho game số điểm 8.2, nói rằng đó là "sự kế thừa xứng đáng cho thương hiệu Anno."  D Critic đã ca ngợi trò chơi, nói rằng "với đồ họa cải tiến, nhạc nền hay và lối chơi tuyệt vời, có rất nhiều điều để yêu thích trò chơi này." 

## Bản mở rộng
Anno 1404: Venice được phát hành vào ngày 26 tháng 2 năm 2010. Bản mở rộng bao gồm 15 kịch bản mới, một hệ thống gián điệp, đảo núi lửa và một thế lực không phải người chơi thứ ba được gọi là dòng tộc Venezia Giacomo Garibaldi. Garibaldi cho phép người chơi phá hoại các thành phố của người chơi khác và/hoặc mua chúng. Ban đầu, cũng có ba người chơi máy tính mới được lên kế hoạch nhưng những thứ này đã bị loại bỏ mà không rõ lý do. Bản mở rộng Venice cũng cho phép người chơi chơi 6 kịch bản gốc của trò chơi cơ bản nhưng với tất cả các tính năng và cải tiến bổ sung của bản Venice. Thêm vào nhiều công tình mới như: một biệt thự cá nhân đa năng, các kiểu công trình trang trí mới như trụ cột Saint Mark. Hai loại nhiệm vụ mới đã được thêm vào: đua tàu và tư nhân hóa. Hơn nữa, người chơi hiện có tùy chọn yêu cầu nhiệm vụ để có thêm điểm danh dự và/hoặc tiền vàng/hàng hóa.